# Mill Rock
Mill Rock és una illa inhabitada d'una superfície de 16,173m², situada a l'East River, entre Queens i Manhattan. Es troba al sud de Ward's Island i de Randall's Island, al lloc o l'East River i el Harlem River s'ajunten.